# 布里斯班植物園
布里斯班植物園（Brisbane Botanic Gardens, Mount Coot-tha）是位於澳大利亞昆士蘭州首府布里斯班郊外庫薩山的一座植物園。布里斯班植物園面積52公頃，創建於1970年，在1976年開始營業。該植物園是布里斯班第二座植物園，僅次於布里斯班城市植物園。

## 外部連結
- Brisbane Botanic Gardens Mount Coot-tha （页面存档备份，存于）
- Sir Thomas Brisbane Planetarium （页面存档备份，存于） - Sir Thomas Brisbane Planetarium